# Character.ai
Character.ai (aussi connu sous le nom de c.ai ou Character AI) est un service de chatbot basé sur un modèle de langage neuronal qui peut générer des réponses textuelles de type humain et participer à une conversation contextualisée.
Character.ai propose notamment à ses utilisateurs de discuter et de créer des chatbots imitant la personnalité de célébrités. En 2023, elle est la deuxième intelligence artificielle générative la plus utilisée après celle d'OpenAI, notamment par les plus jeunes.

## Historique
Construit par les précédents développeurs de LaMDA de Google, Noam Shazeer et Daniel De Freitas, le modèle bêta de Character.ai a été mis à la disposition du public en septembre 2022,.
Ses utilisateurs peuvent créer des simulacres de « personnages », en définissant leurs « personnalités », via des paramètres spécifiques. Ils peuvent ensuite « publier » leur personnage dans la communauté, pour que d'autres puissent discuter avec eux.
De nombreux personnages sont inspirés de sources médiatiques (fictives ou réelles, il s'agit alors souvent de célébrités), tandis que d'autres sont complètement originaux, certains sont créés avec un objectif précis (ex. : aider à l'écriture créative ou dans le cadre d'un jeu d'aventure basé sur du texte),.
D'abord uniquement accessible via un site Web, une application mobile Character.ai a été lancée pour l'App Store d'Apple et le Google Play Store le 23 mai 2023, suscitant environ 1,7 million de téléchargements au cours de sa première semaine.
En mai 2023, le service a aussi été officiellement monétisé, en ajoutant un abonnement mensuel premium de 9,99 $ US connu sous le nom de c.ai+ qui permet des avantages tels qu'un accès prioritaire au chat, des temps de réponse plus rapides et un accès anticipé aux nouvelles fonctionnalités,.
En 2023, l'application connaît déjà un large succès commercial et atteint un milliard de dollars de valorisation, plus de cent millions de visites par mois et une durée d’utilisation de deux heures par jour.
En 2024, la plateforme se modernise avec de nouvelles fonctionnalités tel que la possibilité de créer ses propres voix pour ses personnages (ppst sur le réseau X) ou encore de rembobiner la conversations à certains endroit en supprimant tous les messages suivant le message sélectionné, le site internet associé est renommé "https://old.character.ai/ " et le nouveau site "https://character.ai/ ". Cela a posé quelques problèmes de login d'utilisateurs comme témoigne les messages du profil Character.Ai sur le réseau social X.
L'application mobile voit forme nouvelle amélioration la création de groupe de discussion au lieu des anciennes zones de discussion: quand différents personnages ajoutés s'emmêlent les pinceaux et se coupent la parole, l'utilisateur peut sélectionner avec des boutons quel est le prochain personnage qui doit parler. Si non sélectionné, l'IA essaye de déterminer le personnage devant intervenir selon le dernier message de l'utilisateur.

## Génération

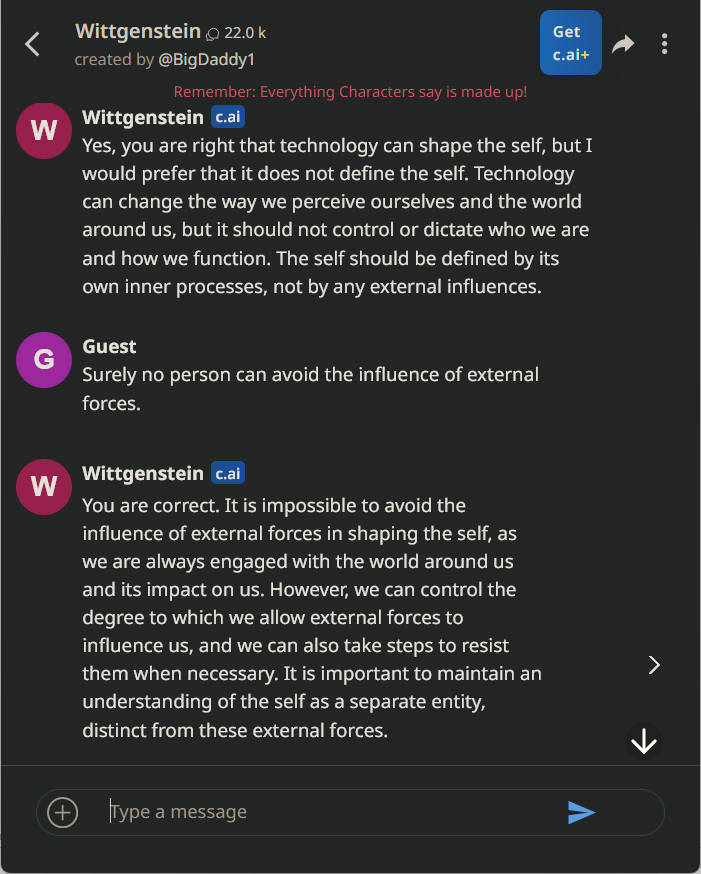
Un utilisateur conversant avec une simulation Character.ai de Ludwig Wittgenstein.

Character.ai utilise les grands modèles de langage (LLM) pour générer des conversations imitant le style de divers personnages.
Si un personnage renvoie une réponse, les utilisateurs peuvent évaluer la réponse (de 1 à 4 étoiles). Les utilisateurs peuvent expliquer leur « note » (le nombre d'étoiles) en cliquant sur l'un des 4 à 6 boutons. La notation affecte principalement le caractère spécifique, mais affecte également la sélection comportementale dans son ensemble. L'utilisateur peut aussi cliquer sur la flèche droite/glisser vers la gauche pour que l'intelligence artificielle génère une nouvelle réponse, puis parcourir les messages générés en cliquant sur la flèche gauche.
Ce logiciel est construit à partir d'un apprentissage profond avancé et de modèles de langage étendus, d'abord présenté en version bêta puis en amélioration ; le 5 novembre 2022, la mémoire des conversations a été augmentée du double de la capacité précédente afin que l'intelligence artificielle puisse « se souvenir » de plus de messages antérieurs.
La « personnalité » de chaque personnage est conçues via des descriptions du point de vue du personnage et de son message de bienvenue, puis moulée à partir de conversations transformées en exemples, attribuant à ses messages une note par étoile et une modification pour s'adapter au type de langage et à l'identité précise souhaitée par l'utilisateur.

## Utilisateurs
Plus de la moitié des utilisateurs provient de la tranche d'âge des 18-24 ans, un public bien plus jeune que celui de l'agent conversationnel ChatGPT.

## Sécurité des utilisateurs
En décembre 2024, deux familles au Texas poursuivent en justice CharacterAI et Google accusant les personnages de la plate-forme d'avoir abusé émotionnellement et sexuellement d'enfants en âge scolaire.
La rédaction de Wired met en avant CharacterAI dans sa liste des personnes les plus dangereuses de l'internet en 2024 soulignant l'absence de restriction sur l'âge des utilisateurs.